# Rhaphuma clarina
Rhaphuma clarina là một loài bọ cánh cứng trong họ Cerambycidae.